# Koninklijke Harmonie De Volksvreugd

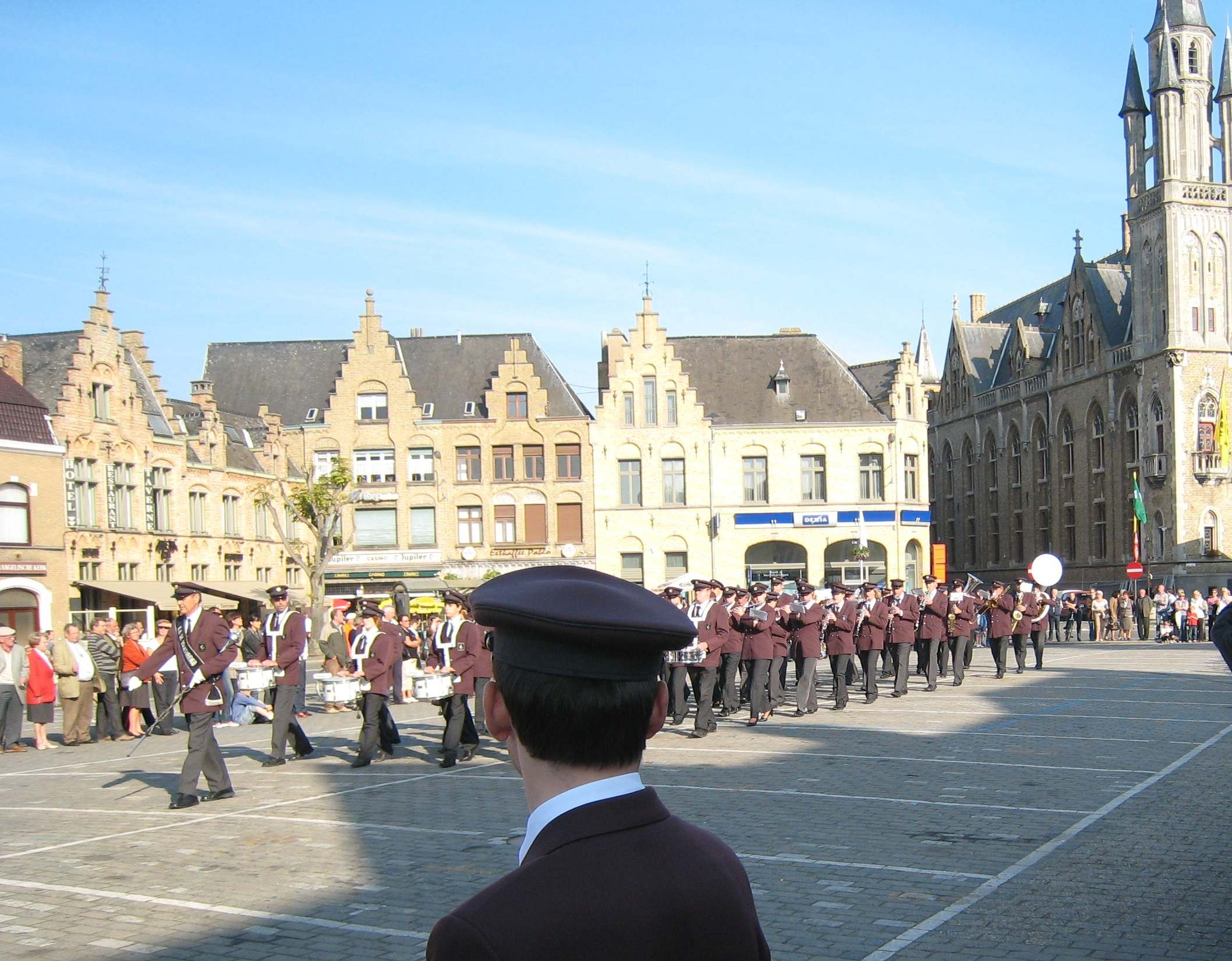
De Volksvreugd tijdens een Taptoe naar aanleiding van de Hoppefeesten in Poperinge

Koninklijke Harmonie De Volksvreugd is een Belgisch Harmonieorkest met predicaat Koninklijk uit Proven. De harmonie werd opgericht in 1921 en bestaat anno 2007 uit een vijftigtal muzikanten, voornamelijk afkomstig uit Proven en de omliggende gemeenten. De vereniging staat onder leiding van Pieter Meersseman. 
In 2005 nam de harmonie nog deel aan de laatste versie van het door de provincie West-Vlaanderen ingerichte toernooi en behaalde er de Grote Onderscheiding in de Tweede Afdeling voor blaasorkesten. Tot op vandaag staat de harmonie gerangschikt in de tweede afdeling. Het orkest speelt een drietal concerten per jaar. Naast zittende concertoptredens zijn ook marsoptredens, misvieringen en academische zittingen een deel van het programma. 
Sinds 1978 is er een jeugdharmonie van De Volksvreugd. Sinds februari 2007 worden ook niet-blazers toegelaten tot de groep en sindsdien heet de jongste afdeling van De Volksvreugd officieel Jeugdensemble. Tot dit jeugdensemble behoren muzikanten van 11 tot 25 jaar.
Eind april 2007 speelde De Volksvreugd tezamen met Il Sogno Particolare op het concert Proven Centraal, een project in teken van de Week van de amateurkunsten. Het project werd ondersteund door de stad Poperinge en Vlamo (Vlaamse Amateurmuziek Organisatie)
Op 2 december 2007 werd De Volksvreugd Algemeen Laureaat in de Tweede Afdeling voor blaasorkesten op de finalewedstrijd voor harmonieën, georganiseerd door VLAMO. 
Op 10 oktober 2009 werd De Volksvreugd Provinciaal Laureaat in de Eerste Afdeling voor blaasorkesten, georganiseerd door VLAMO.